# Haltern am See
Haltern am See (également Haltern, Haltern sur le lac) est une commune de Rhénanie-du-Nord-Westphalie (Allemagne), située dans l'arrondissement de Recklinghausen, dans le district de Münster, dans le Landschaftsverband de Westphalie-Lippe.

## Géographie

### Situation
Elle est située sur la Lippe et le Wesel-Datteln-Kanal, à approximativement 15 km au nord de Recklinghausen.

## Histoire
Le camp romain d'Aliso tout proche a été construit sous Auguste (premier empereur romain, du 16 janvier 27 av. J.-C. au 19 août 14 apr. J.-C.). C'est un « site-type » pour certaines formes de céramique sigillée de type italien (arrétin), définies par Siegfried Loeschcke (fils de Georg Loeschcke) et entrées dans le système typologique de la sigillée sous le nom de « Haltern » ou « Ha. ». Ce camp aurait été abandonné après le désastre de Teutoburg en l'an 9.
Lors d'une fouille archéologique au printemps 2019 de la zone du cimetière romain local, un remarquable poignard de type pugio, équipement d'un soldat romain, a été mis-au-jour. Bien que d'un état de conservation exceptionnel, après restauration, il a été présenté à la presse. Il est conservé au musée Kunst und Kultur d'Haltern.

## Galerie

Vues de Haltern am See
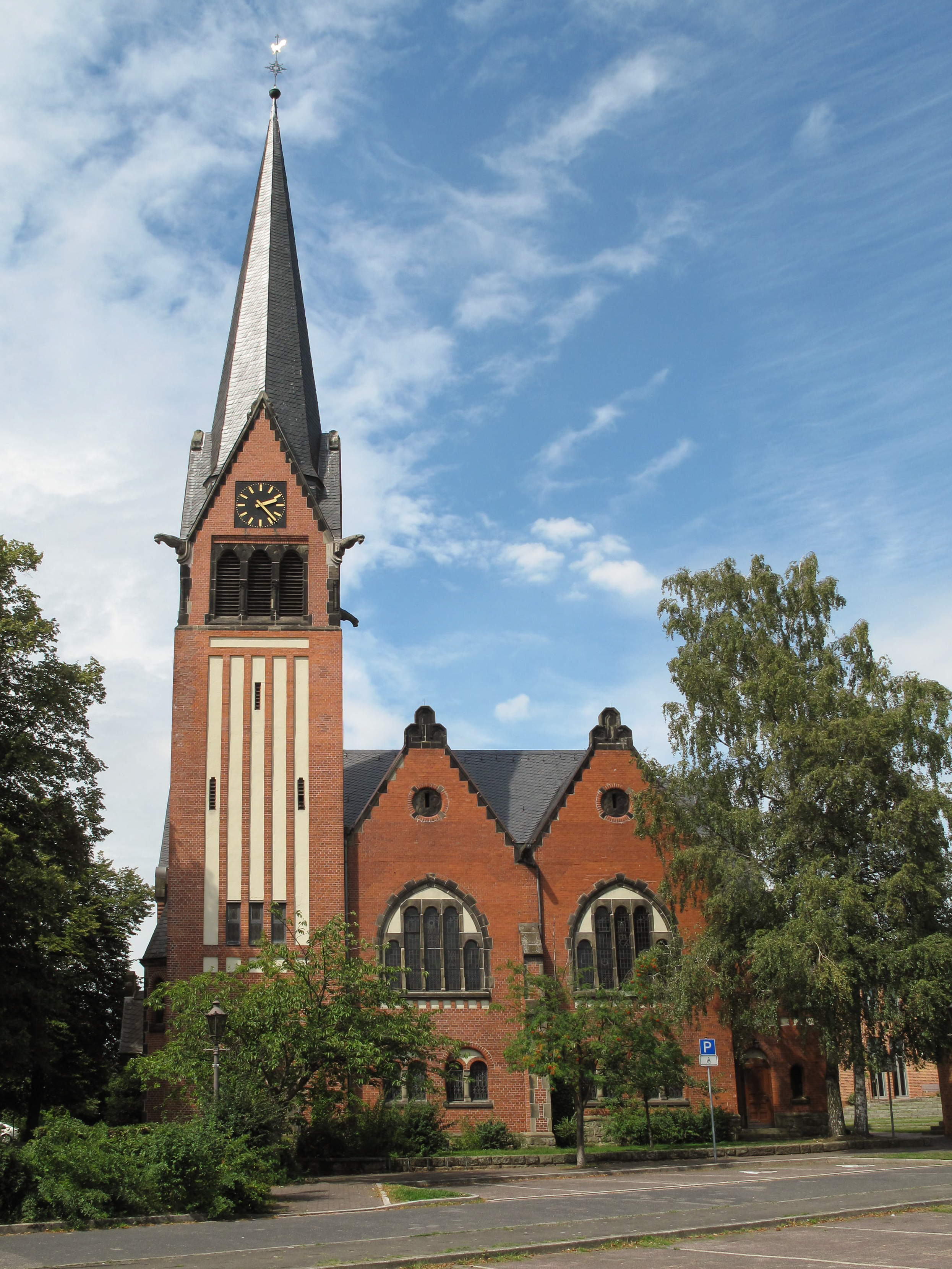
Une église.
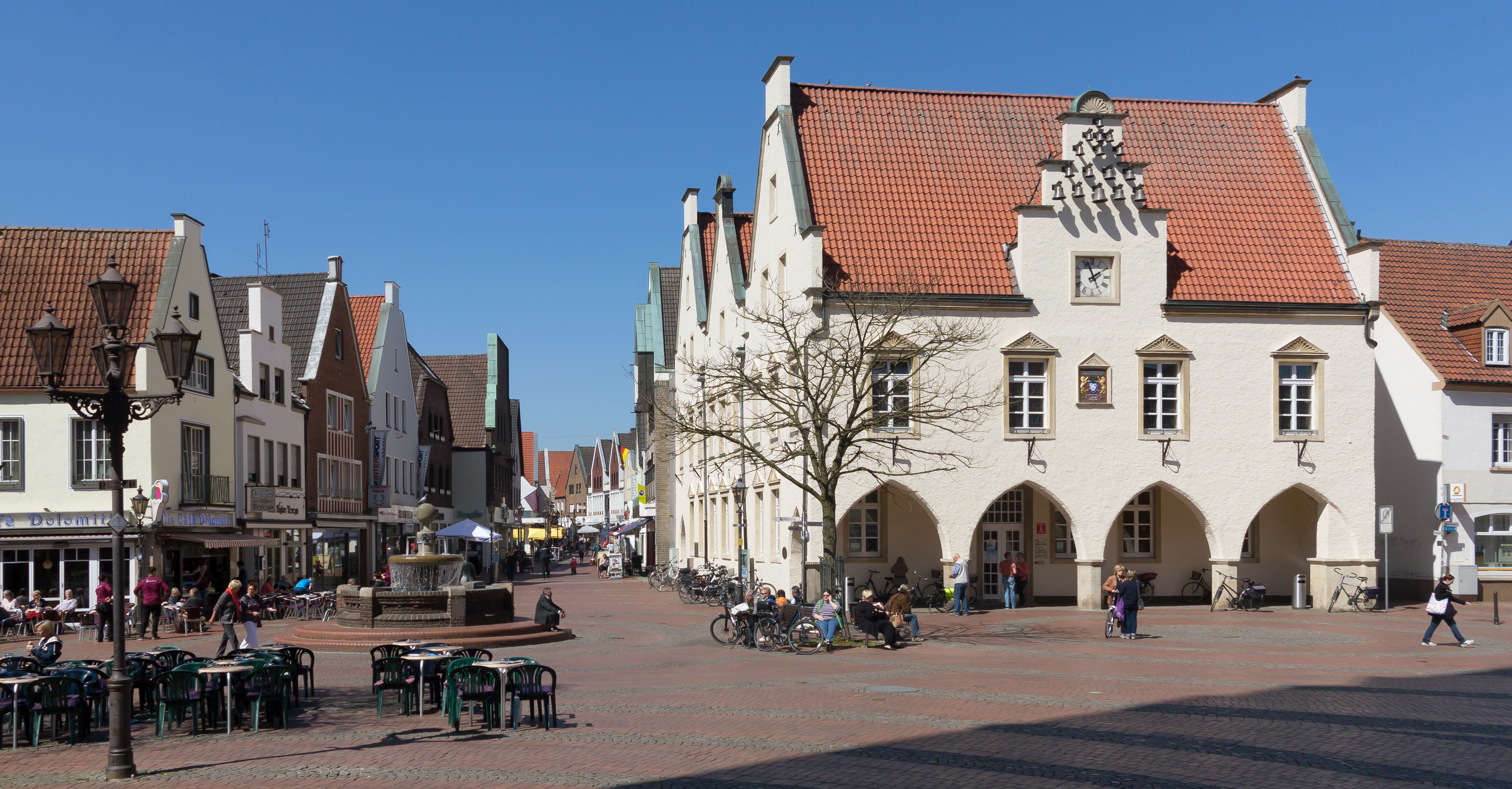
L'ancien Hôtel de Ville.
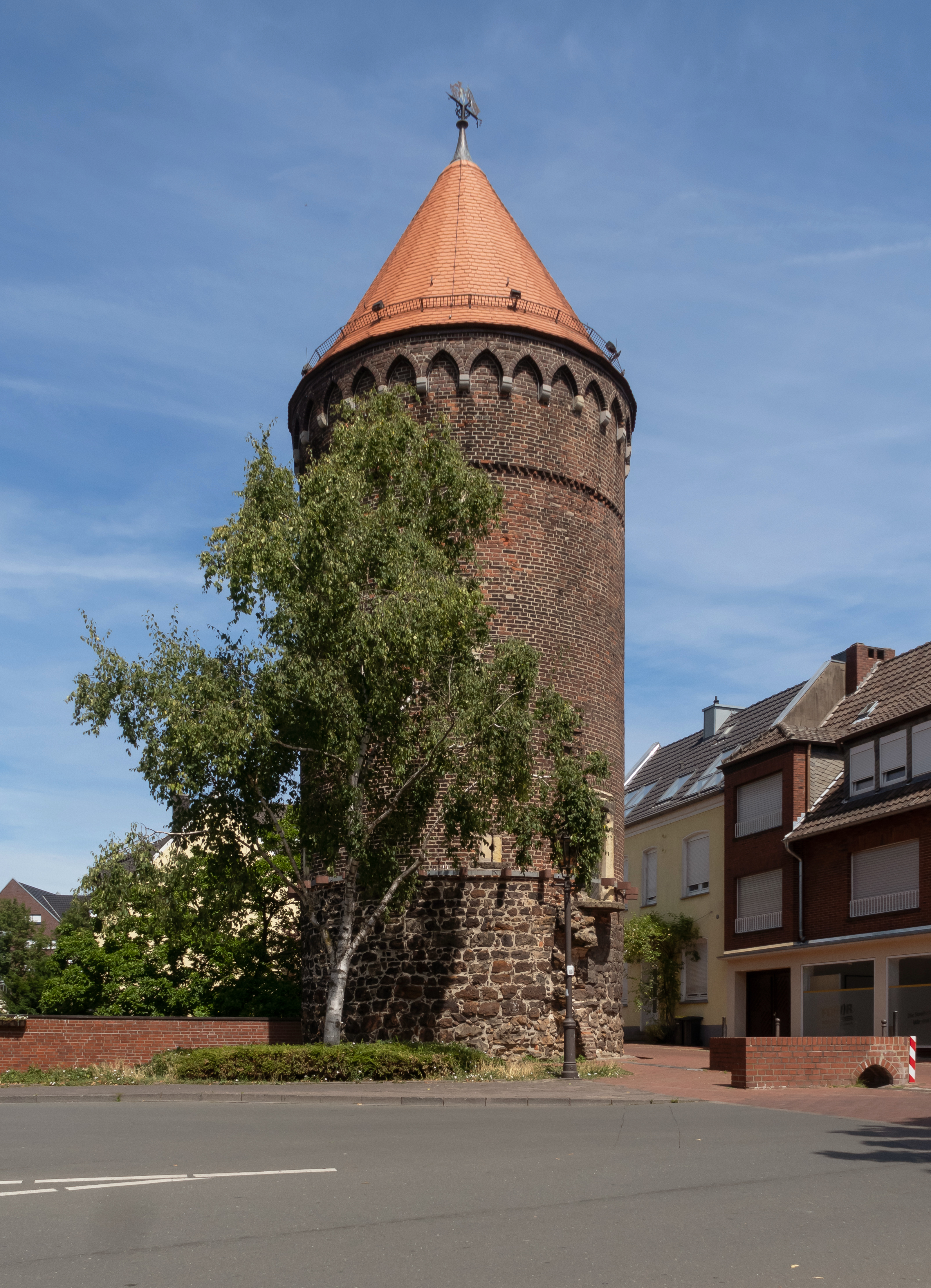
La tour (der Siebenteufelsturm).
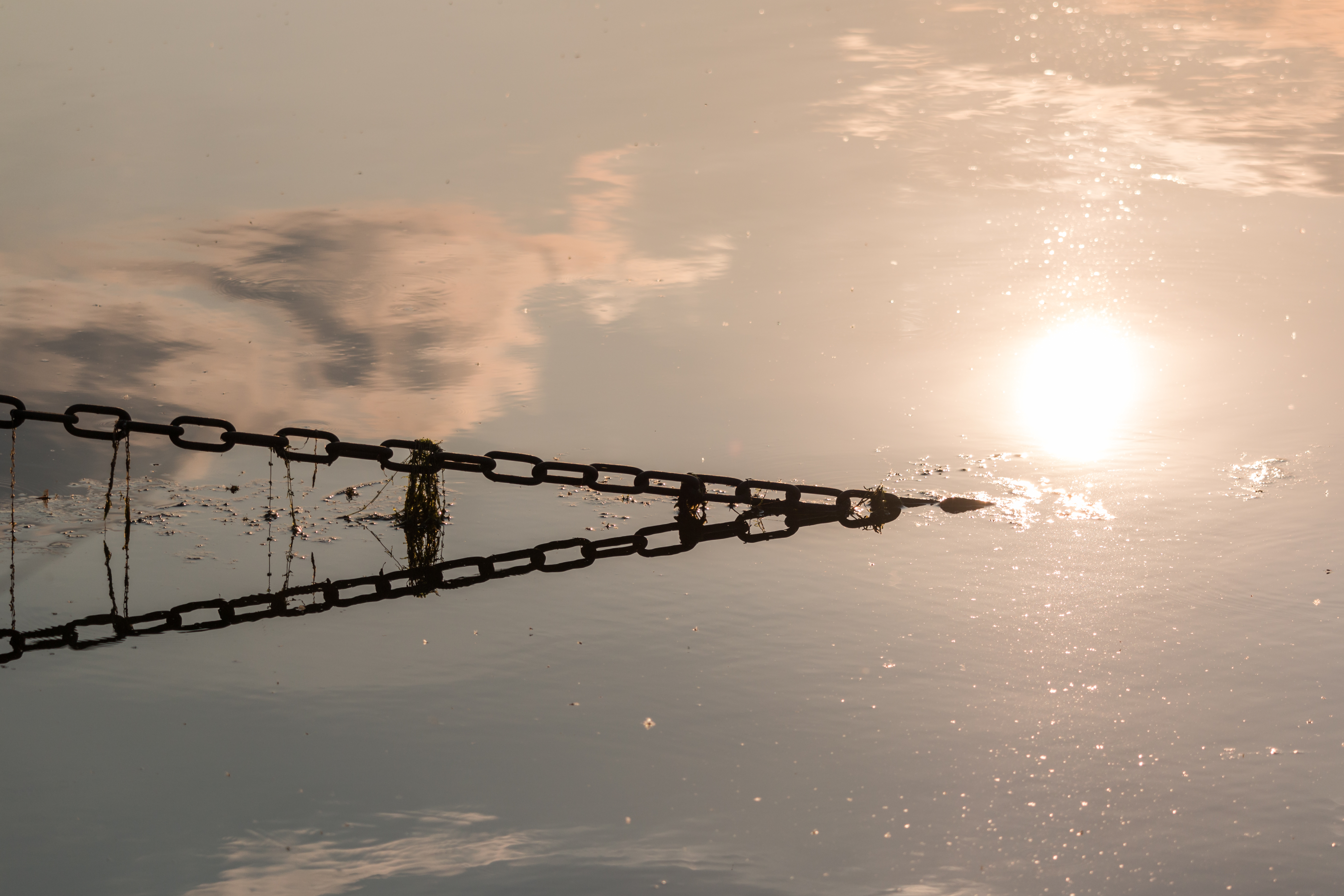
Une chaîne plonge en soirée dans le lac de barrage Halterner Stausee.
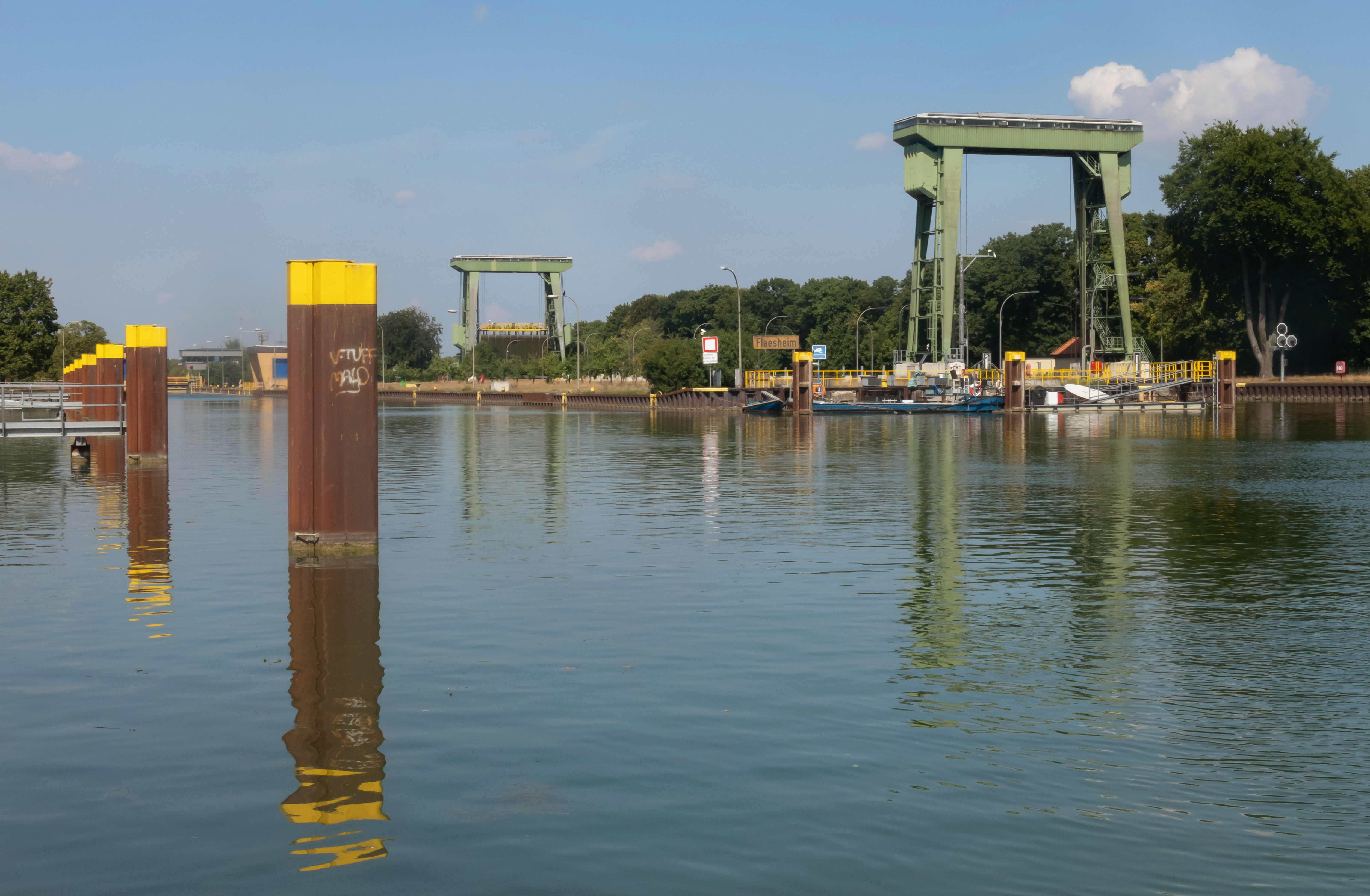
L'écluse: Schleuse Flaesheim.

## Personnalités liées à la commune
- Christoph Metzelder, footballeur
- Benedikt Höwedes, footballeur
- 16 lycéens et leurs professeurs revenant d'un échange scolaire en Espagne, tous décédés dans le crash du vol 9525 Germanwings.
- Antonius Schirley, père franciscain, fondateur du pèlerinage de Neviges.

## Jumelages
Haltern am See est jumelée avec:
- Rochford District, Essex, Royaume-Uni
- Roost-Warendin, France
- Sankt Veit an der Glan, Autriche
- Norwich, Norfolk, Royaume-Uni